# June (televisiezender)

Het huidige logo van tv-zender June

June, tot oktober 2009 bekend als Filles TV, is een tv-zender die werd opgestart op 1 september 2004. De zender wordt voornamelijk verdeeld in Frankrijk.

## Geschiedenis
Bij de lancering van Filles TV was het doelpubliek meisjes in de leeftijdscategorie van 10 tot 18 jaar. De meeste programma’s waren dan ook op dit potentiële publiek toegespitst. De meerderheid van de programma’s waren Angelsaksisch in oorsprong, maar behalve een paar uitzonderingen werden ze allemaal in het Frans gedubd. Op 13 oktober 2009 kreeg de zender zijn nieuwe naam: June. Samen met deze naamswijziging werd ook een aanpassing van de programmatie doorgevoerd.

## Eigen programma's
Behalve de Angelsaksische, aangekochte programma’s werden er ook nog een aantal eigen producties opgestart.
Lijst van televisiekanalen in Frankrijk